# 32527 Junko
32527 Junko este o planetă minoră (asteroid), cu un diametru de 11,407 km, din centura de asteroizi. A fost descoperită pe 28 iulie 2001 la Stația Anderson Mesa de Lowell Observatory Near-Earth-Object Search. 
Obiectul prezintă o orbită caracterizată de o semiaxă mare de 2,7865335 UAi, o excentricitate de 0,08, o înclinație de 4,0278 ° în raport cu ecliptica.